# Vallée de l'Ourthe entre Comblain-au-Pont et Angleur
Vallée de l'Ourthe entre Comblain-au-Pont et Angleur este o arie protejată (arie specială de conservare — SAC, sit de importanță comunitară — SCI, arie de protecție specială avifaunistică — SPA) din Belgia întinsă pe o suprafață de 704,48 ha, integral pe uscat.

## Localizare
Centrul sitului Vallée de l'Ourthe entre Comblain-au-Pont et Angleur este situat la coordonatele 50°32′40″N 5°34′57″E / 50.544559°N 5.582425°E.

## Înființare
Situl Vallée de l'Ourthe entre Comblain-au-Pont et Angleur a fost declarat arie de protecție specială avifaunistică în iulie 2015 pentru a proteja 24 de specii de animale. Alte tipuri de protecție:
- sit de importanță comunitară (în octombrie 2002)
- arie specială de conservare (în iulie 2015)[1][3][4]

## Biodiversitate
Situată în ecoregiunea continentală, aria protejată conține 20 de habitate naturale: Lacuri eutrofice naturale cu vegetație de tip Magnopotamion sau Hydrocharition, Cursuri de apă de la nivel de câmpie la nivel montan, cu vegetație Ranunculion fluitantis și Callitricho-Batrachion, Pajiști uscate europene, Pajiști carstice calcaroase sau bazofile, de Alysso-Sedion albi, Pajiști calaminariene cu Violetalia calaminariae, Pajiști uscate seminaturale și facies de acoperire cu tufișuri pe substraturi calcaroase (Festuco-Brometalia) (* situri importante pentru orhidee), Liziere de ierburi înalte hidrofile de câmpie și de nivel montan până la alpin, Fânețe de joasă altitudine (Alopecurus pratensis, Sanguisorba officinalis), Izvoare petrifiante cu formare de travertin (Cratoneurion), Grohotișuri medio-europene calcaroase, de la nivel colinar și montan, Pante stâncoase calcaroase cu vegetație casmofită, Pante stâncoase silicioase cu vegetație casmofită, Peșteri inaccesibile publicului, Păduri de fag Luzulo-Fagetum, Păduri de fag Asperulo-Fagetum, Păduri de fag din Europa Centrală dezvoltate pe sol calcaros cu Cephalanthero-Fagion, Păduri de stejar sau de stejar și carpen sub-atlantice și medio-europene de Carpinion betuli, Păduri pe pante, grohotișuri și ravene de Tilio-Acerion, Păduri acidofile de stejar bătrân cu Quercus robur pe câmpii nisipoase, Păduri aluvionare cu Alnus glutinosa și Fraxinus excelsior (Alno-Padion, Alnion incanae, Salicion albae).
La baza desemnării sitului se află mai multe specii protejate:
- păsări (9): pescăruș albastru (Alcedo atthis), rață pitică (Anas crecca), buha (Bubo bubo), ciocănitoarea de stejar (Dendrocopos medius), ciocănitoare neagră (Dryocopus martius), șoim călător (Falco peregrinus), ciocârlie de pădure (Lullula arborea), viespar (Pernis apivorus), lăstun de mal (Riparia riparia)
- amfibieni (1): broască roșie de munte (Rana temporaria)
- mamifere (6): castor (Castor fiber), liliac de iaz (Myotis dasycneme), liliac cărămiziu (Myotis emarginatus), liliac comun (Myotis myotis), liliacul mare cu potcoavă (Rhinolophus ferrumequinum), liliacul mic cu potcoavă (Rhinolophus hipposideros)
- nevertebrate (3): fluturele-tigru (Callimorpha quadripunctaria), rădașcă (Lucanus cervus), Unio crassus
- pești (5): racul-de-râu (Astacus astacus), mreană (Barbus barbus), zglăvoacă (Cottus gobio), cicar (Lampetra planeri), Rhodeus sericeus

Pe lângă speciile protejate, pe teritoriul sitului au mai fost identificate 18 specii de plante, 6 specii de amfibieni, 11 specii de mamifere, 4 specii de nevertebrate, 3 specii de reptile.